# 고토 나오키
고토 나오키(일본어: 後東 尚輝, 2002년 4월 26일~)는 일본의 축구 선수이다.

## 구단 경력
그는 2021년 J1리그의 도쿠시마 보르티스에 입단했다. 2021년후 J2리그에 강등했다. 2022년 7월 일본 지역 리그의 도치기 시티로 임대 이적했다. 2023년 도쿠시마 보르티스로 복귀했다. 2024년 7월 J3리그의 YSCC 요코하마로 이적했다. 2025년 J3리그의 반라우레 하치노헤로 이적했다.